# Коциняк, Ян
Ян Коциняк (пол. Jan Kociniak; 8 ноября 1937 — 20 апреля 2007) — польский актёр театра, кино, телевидения и кабаре, также актёр озвучивания.

## Биография
Ян Коциняк родился в Стрые. Актёрское образование получил в Государственной высшей театральной школе в Варшаве (теперь Театральная академия им. А. Зельверовича), которую окончил в 1961 году. Дебютировал в театре в 1961. Актёр театров в Варшаве. Выступал в спектаклях «театра телевидения» в 1963—2005 годах и в телевизионных кабаре.
Умер в Варшаве, похоронен на кладбище Воинское Повонзки.
Его двоюродный брат — актёр Мариан Коциняк.

## Избранная фильмография

### актёр
- 1959 — Место на земле / Miejsce na ziemi
- 1962 — Мой старина / Mój stary
- 1963 — Далека дорога / Daleka jest droga
- 1964 — Приданое / Wiano
- 1964 — Рукопись, найденная в Сарагосе / Rękopis znaleziony w Saragossie
- 1965 — День последний, день первый / Dzień ostatni, dzień pierwszy
- 1966 — Давай любить сиренки / Kochajmy syrenki
- 1966 — Клуб профессора Тутки / Klub profesora Tutki (только в 1-й серии)
- 1966 — Невероятные приключения Марека Пегуса / Niewiarygodne przygody Marka Piegusa (только в 3-й серии)
- 1967 — Ночь генералов / The Night of the Generals
- 1967 — Париж-Варшава без визы / Paryż-Warszawa bez wizy
- 1968 — Кукла / Lalka
- 1970 — Перстень княгини Анны / Pierścień księżnej Anny
- 1971 — Беспокойный постоялец / Kłopotliwy gość
- 1972 — Разыскиваемый, разыскиваемая / Poszukiwany, poszukiwana
- 1974 — Повышение / Awans
- 1980 — Мишка / Miś
- 1980 — Королева Бона / Królowa Bona (только в 5-й серии)
- 1984 — Любовь из хит-парада / Miłość z listy przebojów
- 1984 — Женщина в шляпе / Kobieta w kapeluszu
- 1985 — Боденское озеро / Jezioro Bodeńskie
- 1988 — Мастер и Маргарита / Mistrz I Małgorzata
- 1994 — Иноземный банк / Bank nie z tej ziemi (только в 9-й серии)
- 2003 — Король Убю / Ubu król

### озвучивание
- польские мультфильмы 1970—1998 гг.
- польский дубляж: 13 призраков Скуби-Ду, Винни-Пух и медовое дерево, Джетсоны, Множество приключений Винни-Пуха, Новые приключения Винни-Пуха, Оленёнок Рудольф, Приключения пчёлки Майи, Приключения Тигрули, Спасатели, Спасатели в Австралии, Шоу Мишки Йоги

## Признание
- 1987 — Золотая почетная юбилейная медаль общества Полония.
- 1988 — Кавалерский крест Ордена Возрождения Польши.
- 2003 — Офицерский крест Ордена Возрождения Польши.